# Gmina Sel

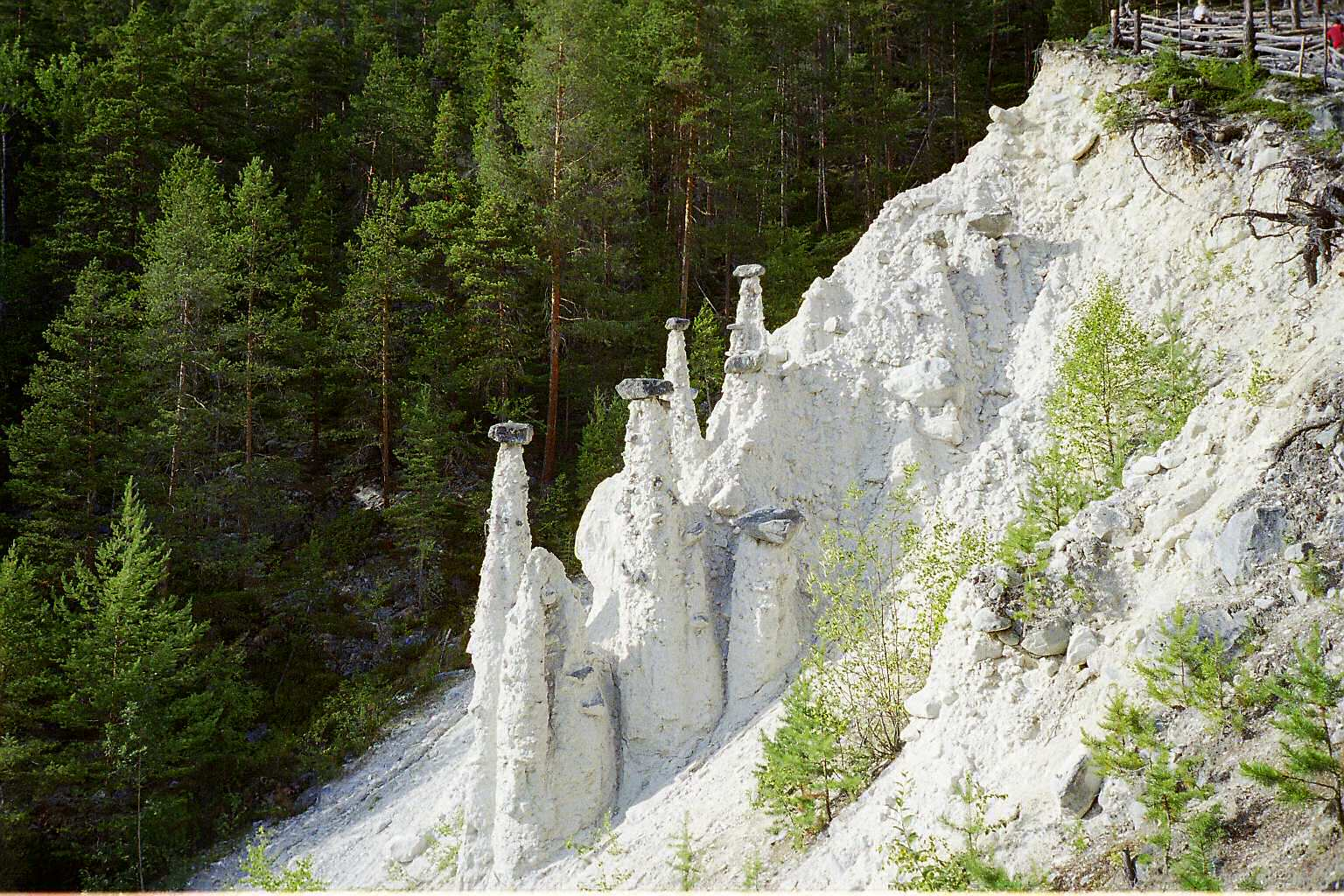
Kvitskriuprestene – Biali Księża – formacja geologiczna w pobliżu Sinclairstøtten, gmina Sel.

Gmina Sel (norw. Sel kommune) – norweska gmina leżąca w regionie Oppland. Jej siedzibą jest miasto Otta.
Sel jest 121. norweską gminą pod względem powierzchni.

## Demografia
Według danych z roku 2005 gminę zamieszkuje 6059 osób. Gęstość zaludnienia wynosi 6,67 os./km². Pod względem zaludnienia Sel zajmuje 166. miejsce wśród norweskich gmin.
| ludność stan na 1 stycznia 2005 |         |           |       |
|                                 | kobiety | mężczyźni | razem |
| osób                            | 3049    | 3010      | 6059  |
| %                               | 50,32%  | 49,68%    | 100%  |

| wykształcenie stan na 1 października 2004 |        |         |        |        |
|                                           | podst. | średnie | wyższe | niezn. |
| osób                                      | 1307   | 2931    | 602    | 51     |
| %                                         | 26,72% | 59,93%  | 12,31% | 1,04%  |

## Edukacja
Według danych z 1 października 2004:
- liczba szkół podstawowych (norw. grunnskolar): 4
- liczba uczniów szkół podst.: 796

## Władze gminy
Według danych na rok 2011 administratorem gminy (norw. rådmann) jest Sjur Mykletun, natomiast burmistrzem (norw. ordfører, d. borgermester) jest Dag-Erik Pryhn.